# Amolops mantzorum
Espèce
Synonymes
- Polypedates mantzorum David, 1872 "1871"
- Rana jugans Stejneger, 1926

Statut de conservation UICN

 LC  : Préoccupation mineure
Amolops mantzorum est une espèce d'amphibiens de la famille des Ranidae.

## Répartition
Cette espèce se rencontre :
- dans l'Est du Bhoutan ;
- en République populaire de Chine entre 900 et 2 900 m d'altitude dans l'Ouest du Sichuan, dans le Sud-Est du Gansu et au Yunnan.

## Étymologie
Cette espèce est nommée en l'honneur des Mantze, terme employé par les chinois au XIXe siècle pour décrire les habitants du Sichuan.

## Publication originale
- David, 1872 "1871" : Rapport adressé à MM. les professeurs-administrateurs du Muséum d'Histoire Naturelle. Nouvelles archives du Muséum d'Histoire Naturelle de Paris, vol. 7, p. 75-100 (texte intégral).